# Jesse Delhomme
Pour les articles homonymes, voir Delhomme.
Jesse Delhomme, né le 23 mai 1985 à Tournon-sur-Rhône, est un joueur de basket-ball français qui évolue a L'avant Garde Tain Tournon  Basket Club.

## Biographie
Jesse Delhomme a été membre pendant deux ans du SNB de 2019 à 2021
Ses records en carrière sont de 33 d'évaluation, 26 points (2 fois), 9 rebonds, 14 passes décisives, 4 interceptions (4 fois), 2 contres et 8 balles perdues.

## Clubs[3]
- Avant 1999 :  Tain-Tournon
- 1999-2000 :  Saint Vallier Basket Drôme (U15 France)
- 2000-2005 :  Élan sportif chalonnais (Pro A)
- 2005-2006 :  JSA Bordeaux Basket (Nationale 1)
- 2006-2007 :  Basket Club Longwy Rehon (Nationale 1)
- 2007-2009 :  Étoile de Charleville-Mézières (Nationale 1) puis (Pro B)
- 2009-2013 :  Jeunesse Laïque de Bourg-en-Bresse (Pro B)
- 2013-2019 :  Saint-Vallier Basket Drôme (Pro B & Nationale 1)
- 2019-2020 :  A.G.T.T.B.C (Nationale 3)

## Palmarès
- 12/10/2019 MVP du match NM3 contre Roche-la Molière[réf. nécessaire]